# Arnaud-Guilhem
Arnaud-Guilhem é uma comuna francesa na região administrativa da Occitânia, no departamento do Alto Garona. Estende-se por uma área de 7.70 km², com 229 habitantes, segundo o censo de 2018, com uma densidade de 30 hab/km².